# Félix Lebrun
Félix Lebrun (ur. 12 września 2006 w Montpellier) – francuski tenisista stołowy, brązowy medalista olimpijski z Paryża 2024, wicemistrz świata, mistrz igrzysk europejskich i mistrzostw Europy.

## Życie prywatne
Urodził się i mieszka w Montpellier we Francji. Pochodzi z rodziny o dużych tradycjach w tenisie stołowym - jego ojciec Stephane Lebrun klasyfikowany był w pierwszej dziesiątce tenisistów stołowych w kraju, natomiast wujek Christophe Legoût reprezentował Francję w tenisie stołowym na trzech igrzyskach olimpijskich (1996, 2000, 2008). Tenisistą stołowym i olimpijczykiem jest także jego starszy brat Alexis.

## Udział w zawodach międzynarodowych
| Impreza              | Rok  | Miejsce   | Konkurencja       | Partner       | Wynik       |                      |      |       |        |   |      |
| -------------------- | ---- | --------- | ----------------- | ------------- | ----------- | -------------------- | ---- | ----- | ------ | - | ---- |
| Impreza              | Rok  | Miejsce   | Konkurencja       | Partner       | Wynik       | Igrzyska olimpijskie | 2024 | Paryż | singel | — | 03 ! |
| turniej drużynowy    | —    | 03 !      |                   |               |             | Igrzyska olimpijskie | 2024 | Paryż |        |   |      |
| Mistrzostwa świata   | 2022 | Chengdu   | turniej drużynowy | —             | 1/8 finału  |                      |      |       |        |   |      |
| Mistrzostwa świata   | 2023 | Durban    | singel            | —             | 1/32 finału |                      |      |       |        |   |      |
| Mistrzostwa świata   | 2023 | Durban    | gra podwójna      | Alexis Lebrun | 1/16 finału |                      |      |       |        |   |      |
| Mistrzostwa świata   | 2024 | Pusan     | turniej drużynowy | —             | 02 !        |                      |      |       |        |   |      |
| Igrzyska europejskie | 2023 | Kraków    | singel            | —             | 01 !        |                      |      |       |        |   |      |
| Igrzyska europejskie | 2023 | Kraków    | turniej drużynowy | —             | 03 !        |                      |      |       |        |   |      |
| Mistrzostwa Europy   | 2022 | Monachium | gra podwójna      | Alexis Lebrun | 03 !        |                      |      |       |        |   |      |
| Mistrzostwa Europy   | 2023 | Malmö     | turniej drużynowy | —             | 03 !        |                      |      |       |        |   |      |
| Mistrzostwa Europy   | 2024 | Linz      | singel            | —             | 1/4 finału  |                      |      |       |        |   |      |
| Mistrzostwa Europy   | 2024 | Linz      | gra podwójna      | Alexis Lebrun | 01 !        |                      |      |       |        |   |      |